# Santa Maria de Cap d’Aran
Santa Maria de Cap d'Aran (en aranès Era Mare de Diu de Cap d'Aran) és una església romànica del municipi de Naut Aran (Vall d'Aran), al poble de Tredòs. Va ser un antic convent dels templaris del segle xiii que van aconseguir estar exempts del pagament del Galin Reiau, tribut que els aranesos estaven obligats a pagar. Durant l'edat mitjana també fou un hospital on es rebia als viatjers que traspassaven el Port de la Bonaigua. Forma part de l'Inventari del Patrimoni Arquitectònic de Catalunya.

## Descripció
És un edifici de planta basilical, de tres naus amb volta de canó capçades per tres absis, decorats a l'exterior amb arcuacions cegues i faixes llombardes. Les naus, cobertes per una encavallada de fusta recentment restaurada (1984) per la Generalitat de Catalunya, són separades per arcs formers de mig punt sostinguts per pilars quadrats. el presbiteri és elevat i dona entrada a una petita cripta semicircular. La portada de ponent és formada per dues arquivoltes en degradació, sobre columnes i capitells escupits. Hi ha una portada, més senzilla, a migdia, mentre que la del nord, avui cegada, té una delicada ornamentació.En aquest mateix mur i trobem una finestra construïda exteriorment per un arc de mig punt adovellat extradossat amb una arquivolta escacada;l'arc reposa sobre dues impostes que encapçalen la trobada amb dues columnes que consten de capitell i base àtica.
El capitell a la dreta de l'espectador presenta una decoració a base de diferents bordons de secció semicircular;el de l'esquerra representa una figura humana d'execució força primitiva. L'obertura de la finestra és paredada parcialment i dona espai a una finestra rectangular vertical de construcció recent.Per la part interior la finestra està força malmesa i es conserven poquísiims dels seus elements escultòrics originaris. A la portada Sud i tenim un Crismó esculpit, dins d'un cercle hi ha representada una X amb les lletres alfa i omega a banda i banda i l'atravessa verticalment la lletra P. Tipologicament es correspon amb la que hi ha inserida a la porta sud de l'església de l'Assumpció de Bossòt.
Al mur de migdia, a la zona del presbiteri, i trobem una finestra gòtica.L'obertura deuria estar feta per tres arcs apuntats en degradació dels que actualment només en conservem els dos que donen a l'interior de l'església. Les cantonades interiors són perfilades mitjançant gruixuts bordons en les dovelles.Originàriament, l'arc apuntat interior era recolzat sobre sengles columnes amb capitells, avui en dia absents. Posteriorment, el forat va ser paredat per la part exterior i se l'incorporà una finestra rectangular vertical amb montants de pedra bisellats visibles des de l'exterior.
L'església també té una petita cripta a la qual s'accedeix a través d'una obertura en arc situada al bell mig de les escales del presbiteri. Presenta un cos quadrat a l'entrada, cobert per una volta de mig punt i un altre cos semicircular separat per un arc adovellat a la part posterior; és aquí on es troba un absis de volta semiesferìca (quart d'esfera) reforçada per un nervi a manera d'arquació. El campanar, de torre, és una robusta construcció de planta quadrada, separada de l'església. L'església, esdevinguda santuari, era el lloc de reunió anual del Conselh Generau dera Val d'Aran. Al presbiteri es conserva el Retaule de la Verge, realitzat l'any 1746 en fusta daurada i policromada. A l'absidiola del costat de l'evangeli hi ha el Retaule de la Crucifixió, barroc del segle xviii i a l'absidiola del costat de l'epístola hi ha un retaule barroc realitzat el 1718 en fusta policromada i daurada.
En aquesta església hi trobem dues piques baptismals, fet força curiós, ja que no és gaire habitual, ambdues es troben a la cripta. Pica baptismal per immersió,és d'època preromànica sense que presenti cap element decoratiu;posteriorment fou reutilitzada com a depòsit per les làmperes del temple. Pica baptismal per immersió feta en pedra, de configuració prismàtica i amb una cara esculpida en un dels extrems (sembla la cara d'un peix)La peça roman recolzada(monolíticament) sobre un peu sense pulir. Aquesta peça esdevé un exemple força representatiu d'ar popular aranés per la seva configuració arcaica i simplista,característiques que també trobem en el conjunt escultòric de les talles de fusta.
Les seves pintures murals, atribuïdes al cercle del Mestre de Pedret, van ser descobertes l'any 1930. Van ser arrencades i dutes al museu The Cloisters de Nova York. Estan datades entre els segles xi i xii. Hi ha algunes decoracions amb marbre, procedent probablement de Saint-Béat, un poble francès proper.